# Rajania microphylla
Rajania microphylla là một loài thực vật có hoa trong họ Dioscoreaceae. Loài này được Kunth miêu tả khoa học đầu tiên năm 1850.